# Oserna (Ternopil)
Oserna (ukrainisch Озерна; russisch Озёрная Osjornaja, polnisch Jezierna) ist ein Dorf in der westukrainischen Oblast Ternopil mit etwa 3600 Einwohnern (2006).

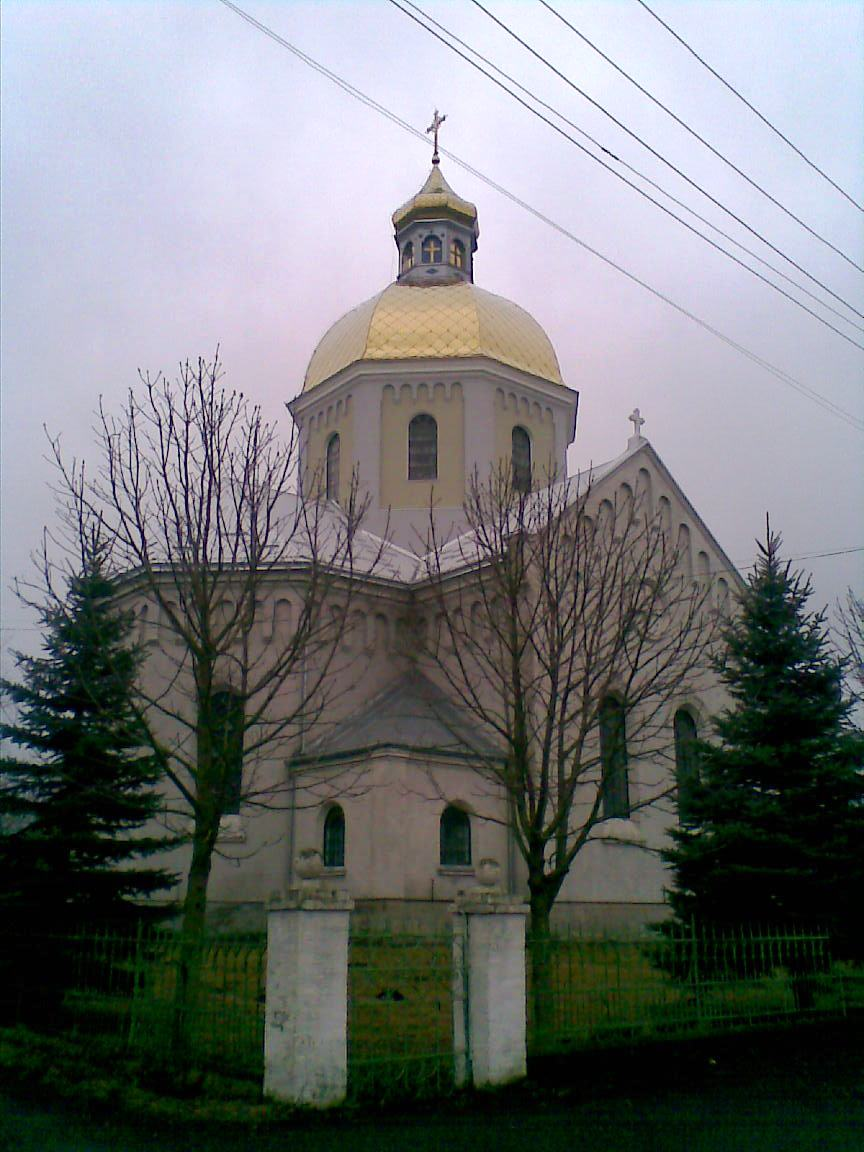
Orthodoxe Dreifaltigkeitskirche im Ortsteil Ostaschiwzi von Oserna

Bei dem 1469 gegründeten Dorf fand 1655 eine Schlacht des Russisch-Polnischen Kriegs von 1654 bis 1667 statt.
Oserna liegt im Rajon Sboriw am Ufer der Wossuschka (Восушка), einem 34 km langen, linken Nebenfluss der Strypa. Das Rajonzentrum Sboriw liegt 16 km westlich, das Oblastzentrum Ternopil etwa 23 km südöstlich von Oserna. Durch die Ortschaft führt die Fernstraße N 02. Das Dorf besitzt einen Bahnhof an der Bahnstrecke Krasne–Odessa.

## Gemeinde
Am 12. August 2015 wurde das Dorf zum Zentrum der neugegründeten Landgemeinde Oserna (Озернянська сільська громада Osernjanska silska hromada). Zu dieser zählten noch die 7 in der untenstehenden Tabelle aufgelisteten Dörfer, bis dahin bildete es die Landratsgemeinde Oserna (Озернянська сільська рада/Osernjanska silska rada) im Südosten des Rajons Sboriw.
Am 12. Juni 2020 kamen noch die 5 Dörfer Kokutkiwzi, Nesteriwzi, Seredynzi, Worobijiwka und Wyssypiwzi aus dem Rajon Sboriw zum Gemeindegebiet.
Seit dem 17. Juli 2020 ist sie ein Teil des Rajons Ternopil.
Folgende Orte sind neben dem Hauptort Oserna Teil der Gemeinde:
| Name                     | Name       | Name                     | Name        | Name |
| ukrainisch transkribiert | ukrainisch | russisch                 | polnisch    |      |
| ------------------------ | ---------- | ------------------------ | ----------- | ---- |
| Bilkiwzi                 | Білківці   | Белковцы (Belkowzy)      | Białkowce   |      |
| Bohdaniwka               | Богданівка | Богдановка (Bogdanowka)  | Bogdanówka  |      |
| Danyliwzi                | Данилівці  | Даниловцы (Danilowzy)    | Daniłowce   |      |
| Jazkiwzi                 | Яцківці    | Яцковцы (Jazkowzy)       | Jackowce    |      |
| Kokutkiwzi               | Кокутківці | Кокутковцы (Kokutkowzy)  | Kokutkowce  |      |
| Nesteriwzi               | Нестерівці | Нестеровцы (Nesterowzy)  | Nesterowce  |      |
| Ostaschiwzi              | Осташівці  | Осташевцы (Ostaschewzy)  | Ostaszowce  |      |
| Seredynzi                | Серединці  | Серединцы (Seredinzy)    | Seredyńce   |      |
| Syrowary                 | Сировари   | Сыровары                 | Serwery     |      |
| Worobijiwka              | Воробіївка | Воробиевка (Worobijewka) | Worobijówka |      |
| Wyssypiwzi               | Висипівці  | Высыповцы (Wyssypowzy)   | Isypowce    |      |
| Zebriw                   | Цебрів     | Цебров (Zebrow)          | Cebrów      |      |

## Persönlichkeiten
- Abraham Mosche Fuchs (1890–1974), österreichisch-israelischer Schriftsteller und Journalist
- Igor Ohirko (* 1952), ukrainischer Mathematiker